# Пивиков, Виктор Алексеевич
Виктор Алексеевич Пивиков (16 сентября 1947, Выкса, Горьковская область) — советский биатлонист и тренер по биатлону, чемпион и бронзовый призёр чемпионата СССР 1975 года. Мастер спорта СССР по лыжным гонкам и биатлону.

## Биография
Выступал за спортивное общество «Труд» и город Горький.
На чемпионате СССР 1975 года завоевал две медали, в спринтерской гонке стал бронзовым призёром. В гонке патрулей, прошедшей 16 апреля 1975 года в Мурманске впервые в истории чемпионатов СССР (после долгого перерыва и по новым правилам), стал чемпионом СССР в составе сборной общества «Труд».
После окончания спортивной карьеры вернулся в родную Выксу, работал преподавателем физкультуры в Выксунском металлургическом техникуме, руководил секцией биатлона при Выксунском заводе дробильно-размольного оборудования.